# Bodzavám község
Bodzavám község (románul: Comuna Vama Buzăului) község Brassó megyében, Romániában. Központja Bodzavám, beosztott falvai Döblön, Egrestelep, Kisbodza.

## Népessége
A 2011-es népszámlálás adatai alapján a község népessége 3220 fő volt.